# Cukrownia Chełmica

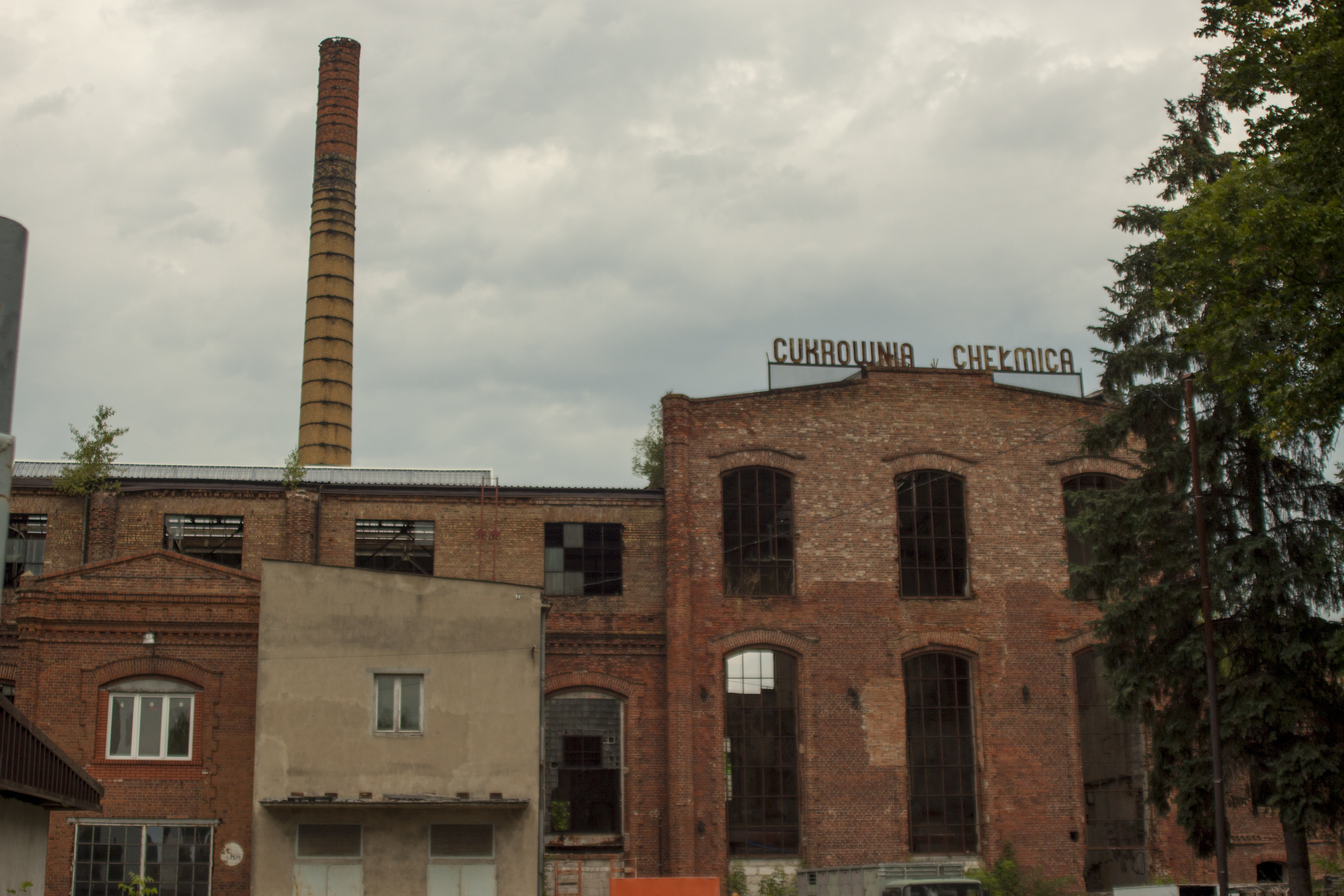
Budynek cukrowni w Chełmicy. Stan na dzień 23.08.2020r

Cukrownia „Chełmica” Spółka Akcyjna – dawna spółka akcyjna z siedzibą w Warszawie. Założona w 1898 roku.
W 1898 zostaje założona Cukrownia Chełmica Towarzystwo Akcyjne. 
W 1914 kapitał zakładowy wynosił 500.000 rubli. W skład zarządu wchodził Stanisław hrabia Łubieński, Bogdan Broniewski i Stefan Zieliński. Administratorem był Edward Jantzen. Biuro zarządu mieściło się w Warszawie, przy placu św. Aleksandra 18.
W 1917 dyrektorem i administratorem cukrowni był Władysław Braunstein. Był on także jednym z współzałożycieli Towarzystwa Ubezpieczeń „Polonia”.
W 1937 zakład został przebudowany i zelektryfikowany.
W 1938 r. zarząd mieścił się w Warszawie przy ul. Trębackiej 4. Na czele stał zarząd w składzie: dr Gustaw Birstein, Eliasz Leszczyński, Kazimierz Majewski, Ludwik Morgenstern, Naum Rabinowicz, Rafał Szereszowski, Michał Szereszowski. Dyrektorem był inż. Stefan Dobrowolski. 
Kapitał zakładowy wynosił 2,5 mln zł, podzielonych na 25 tys. akcji na okaziciela o nominale 100 zł każda. Do cukrowni należały majątki ziemskie Kikół (491 ha) i Fabianki (216 ha). Zatrudniano 777 robotników, 8 członków personelu technicznego, 34 urzędników. Produkcja obejmowała kryształ biały, wysłodki i melasę. 
W roku 1936/1937 wytworzono 53 365 q, przerabiając 318 220 q buraków. Plantacje obejmowały 1575 ha. 
W 1938 Stowarzyszenie Plantatorów Buraka Cukrowego przy cukrowni Chełmica liczyło ponad 1100 członków spośród 1400 dostarczających surowiec do zakładu.
27 lipca 1939 spółka otrzymała od Ministerstwa Skarbu na prowadzenie wolnego składu cukru w przy ul. Siarczanej 6 w Warszawie. Zastrzeżono, że w tym składzie mógł być przechowywany wyłącznie cukier wyprodukowany przez cukrownię Chełmica.
Spółka należała do Związku Zawodowego Cukrowni byłego Królestwa Polskiego, Wołynia, Małopolski i Śląska z siedzibą w Warszawie.
Cukrownia posiadała własną kolej wąskotorową. W 1927 otwarto linie: Chełmica – Dyblin (16 km), Szpiegowo – Glewo (3 km) i Modzoły – Oleszno (3 km). W 1948 wybudowano linię Chełmica – Lipno (18 km). Większość połączeń została zlikwidowana ok. 1970. Do budowy torów wykorzystano przęsła patentowe pozostałe po kolejach polowych z okresu I wojny światowej.
Po wyzwoleniu zakład został znacjonalizowany. W 1946 podlegał pod zarząd Zjednoczenia Przemysłu Cukrowniczego Okręgu Pomorskiego w Toruniu.
Zakład został zlikwidowany w 1996 roku.